# 朱英国
朱英国（1939年11月1日—2017年8月9日），湖北罗田人，植物遗传学专家。1964年毕业于武汉大学生物学系，获得学士学位。曾任湖北省遗传学会理事长，武汉大学教授。2005年当选为中国工程院院士。

## 生平
- 1939年，朱英国生于大别山区罗田县。在贫困中长大，目睹了中国大量关于土地和粮食的悲剧。[3]
- 1964年，毕业于武汉大学生物系，并留校担任助教，师从任教于武汉大学的植物胚胎学家杨弘远院士。
- 1972年，朱英国开始进行水稻雄性不育和杂种优势利用研究；因海南岛气候炎热，每年可以比湖北多种一季水稻，可以大大加快水稻育种科研速度，于是，春夏之际，朱英国和他的队伍留在湖北沔阳协作攻关，秋风一起，他们就奔赴广西南宁。寒冬来临，又转战海南岛。直到次年4月，才揣着希望的种子返回湖北，开始了“水稻候鸟”的生活。
- 1972年起，朱英国和武大生科院其它人员利用海南红芒野生稻与常规稻杂交选育的籼稻配子体雄性不育系类型——红莲型，这项成果获得1978年全国科学大会奖。
- 1973年，湖北省成立了水稻三系协作组，朱英国被任命为组长。[3]
- 1984年，经过大海捞针，农家品种马尾粘中一棵不育株被他和助手发现。经过3年繁复的杂交试验，成功培育出品质优良的马尾粘细胞质雄性不育系——马协A。此后，以朱英国为首的研究组先后培育出3个马协型不育系。
- 2002年，朱英国与团队选育出红莲优6号，获国家技术发明奖二等奖，此后又培育了红莲优6、珞优8号等。
- 2005年当选中国工程院院士[4][5]
- 2008年荣获“袁隆平农业科技奖” （页面存档备份，存于）
- 2017年8月9日上午2时51分（北京時間）在武汉病逝，終年78岁。[1]。

## 主要贡献
- 新型不育系和选育杂交水稻新品种
- 合作育成水稻红莲型、马协型两种新的细胞质雄性不育系及多个光敏核不育系
- 红莲型、马协型杂交稻和两系杂交稻实现了产业化，得到了大面积推广
- 克隆红莲型雄性不育与育性恢复基因，在水稻雄性不育的生物学基础研究方面形成了特色
- 发表研究论文150余篇，合著专著4部
- 国家发明二等奖
- 自然科学三等奖等多项奖励
- 国家级有突出贡献的中青年专家
- 国家“973”计划先进个人
- 全国师德先进个人
- 1978年中华人民共和国全国科学大会奖

## “没入学先下田”成师训
“研究生第一堂课就是在田里上的。”胡骏2001成为朱英国的硕士研究生，他说朱老师的研究生入学第一堂课都必须来到育种稻田现场，要求学生到田里看看水稻样子，分析长势。胡骏说，朱老师特别注重深入实地观察指导，在育种基地，不管炎炎烈日，不管泥水多深，朱老师都要坚持下田看材料，亲自指导对水稻的观察，避免认识粗浅。“没入学，先下田。”多年来，对朱英国院士招收的研究生而言，这是一个不成文的规定。新生9月才报到，但在此前的农忙季节里，就会跟着学长做实验或下田。水稻抽穗扬花期间，学生们还会到鄂州实习。
“我们培养出的学生，都不怕吃苦，懂得生产实践知识、了解农业发展情况。”朱英国很是为学生们骄傲。他也知道，有些学生一开始也不太习惯，比如郊外实验基地蚊虫较多，女生们住不惯，但是渐渐也就练出来了。他曾夸2014年毕业的博士生田裴秀子，说：“别看她是女生，很能吃苦。为了做研究，还专门到田里去捉虫子。”朱英国说，注重实践是学院一直以来的传统，必须一代一代传承，进一步推动生命科学的特色学科发展，为我国三农事业和粮食安全作出重要贡献。农业科研常常与“苦、累、脏”联系在一起，朱英国常鼓励学生们：“敬业精神很重要，生活苦点没关系，精神不能垮。”在他的言传身教下，一批又一批青年学子将梦想刻在心头，将足迹印在田头。
朱英国既鼓励手下以田地为课本，在田地里历练；更鼓励他们以课本为田地，在攻读中成才，不断充实、完善、超越自我。